# Rosjanie w Polsce
Rosjanie w Polsce – mniejszość narodowa zamieszkująca różne obszary Polski, której przedstawiciele w większości są wyznawcami prawosławia w wersji kanonicznej i staroobrzędowej.

## Ludność ogółem
Z licznej przed II wojną światową mniejszości rosyjskiej (140 tysięcy osób) pozostało w 1945 roku 20-30 tysięcy. Jest to związane nie tylko ze zmianą granic, lecz także z obawą przed represjami ze strony sowieckiej, jakie mogłyby spaść na to środowisko. Obecnie Polskę zamieszkuje 10 do 13 tysięcy osób pochodzenia rosyjskiego, w tym 2,5 do 3 tysięcy stanowią starowiercy. Według Narodowego Spisu Powszechnego Ludności i Mieszkań 2011 narodowość rosyjską zadeklarowało 13046 osób, z czego 5176 jako jedyną. Według Narodowego Spisu Powszechnego Ludności i Mieszkań 2002, tylko w jednej polskiej gminie, mniejszość rosyjska stanowi więcej, niż 0,5% mieszkańców – jest to gmina Augustów (0,66% ogółu mieszkańców).

## Obszar zamieszkania
Mniejszość rosyjską można podzielić na dwie części – Rosjan pozostałych w Polsce po okresie zaborów i emigracji porewolucyjnej oraz staroobrzędowców, którzy na terytorium Rzeczypospolitej osiedlali się już w XVII wieku. Na Suwalszczyznę przybyli oni w II poł. XVIII wieku, a na Mazury w 1830 r.
Staroobrzędowcy zamieszkują w trzech skupiskach w województwie warmińsko-mazurskim oraz województwie podlaskim. Do naszych czasów dotrwały tylko trzy wsie, w których ludność ta mieszka w zwartych grupach. Są to Gabowe Grądy, Wodziłki i Wojnowo. Duże grupy staroobrzędowców mieszkają też w Suwałkach i Augustowie. Pozostali są rozproszeni w wielu miejscowościach województwa (głównie wokół Rucianego i Ukty). Rosjanami są też jednowiercy skupieni wokół wojnowskiej parafii. W latach 70. i 80. zmalało znacznie skupisko mazurskie na skutek emigracji do Niemiec.
Od XIX wieku w Polsce mieszkają grupy Rosjan skupionych w dużych miastach, a przede wszystkim w Białymstoku, Łodzi i Warszawie. Ze względu na przekrój społeczny (inteligencja, w części wręcz arystokracja), stanowili oni w latach międzywojennych środowisko o dużych wpływach kulturalnych. Obecnie, po fali emigracji do państw zachodnich, środowisko to polonizuje się, zachowując właściwie tylko wyznanie.
W latach II wojny światowej oraz w okresie PRL w Ludowym Wojsku Polskim służyło od 20 do 30 tysięcy obywateli ZSRR, z których część przyjęła polskie obywatelstwo. W okresie 1949–1955 w sumie 682 radzieckich oficerów wojskowych przyjęło obywatelstwo polskie i pełnili wysokie stanowiska w armii PRL.

## Religia

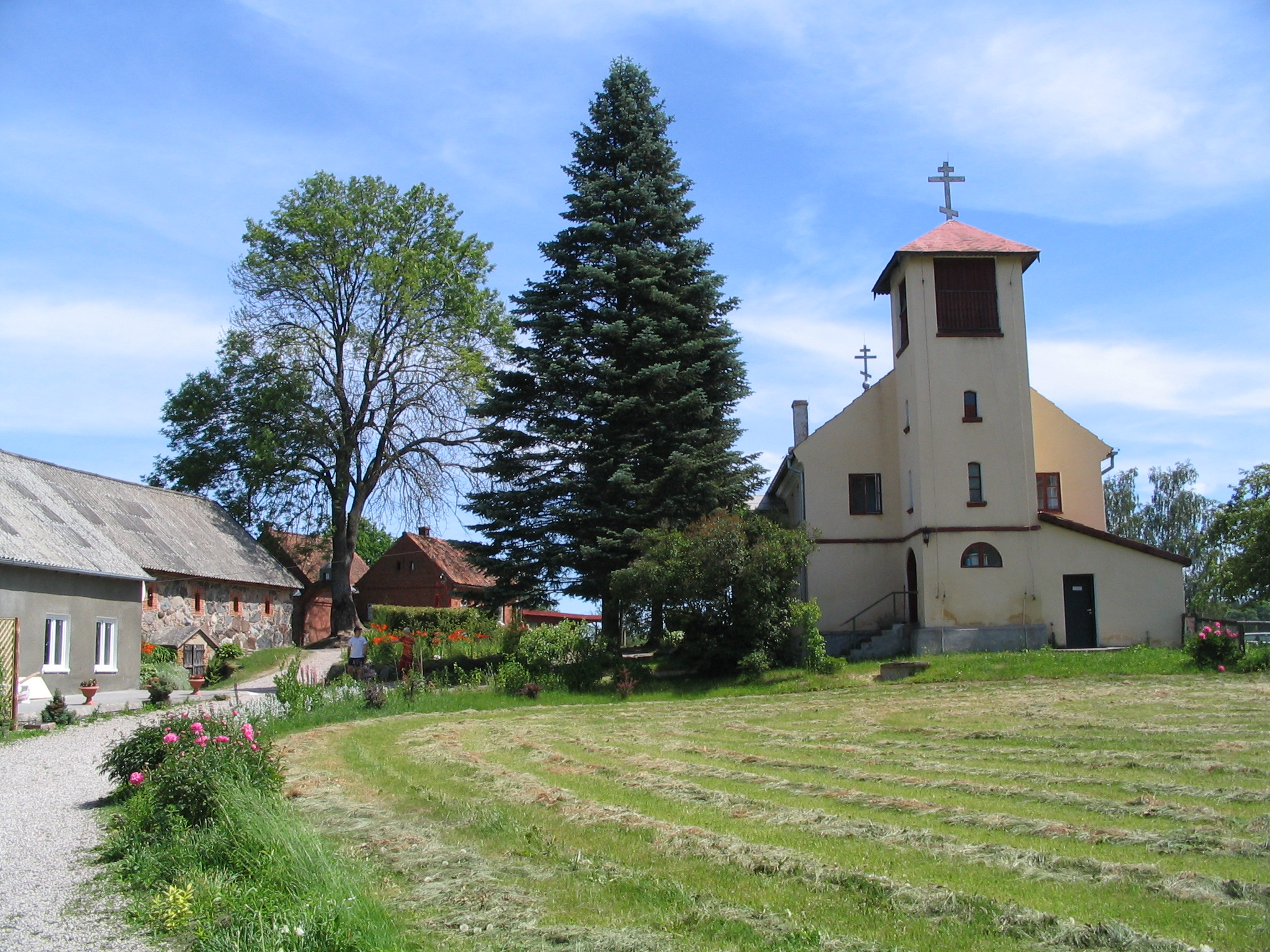
Staroobrzędowy monaster Zbawiciela i Trójcy Świętej w Wojnowie

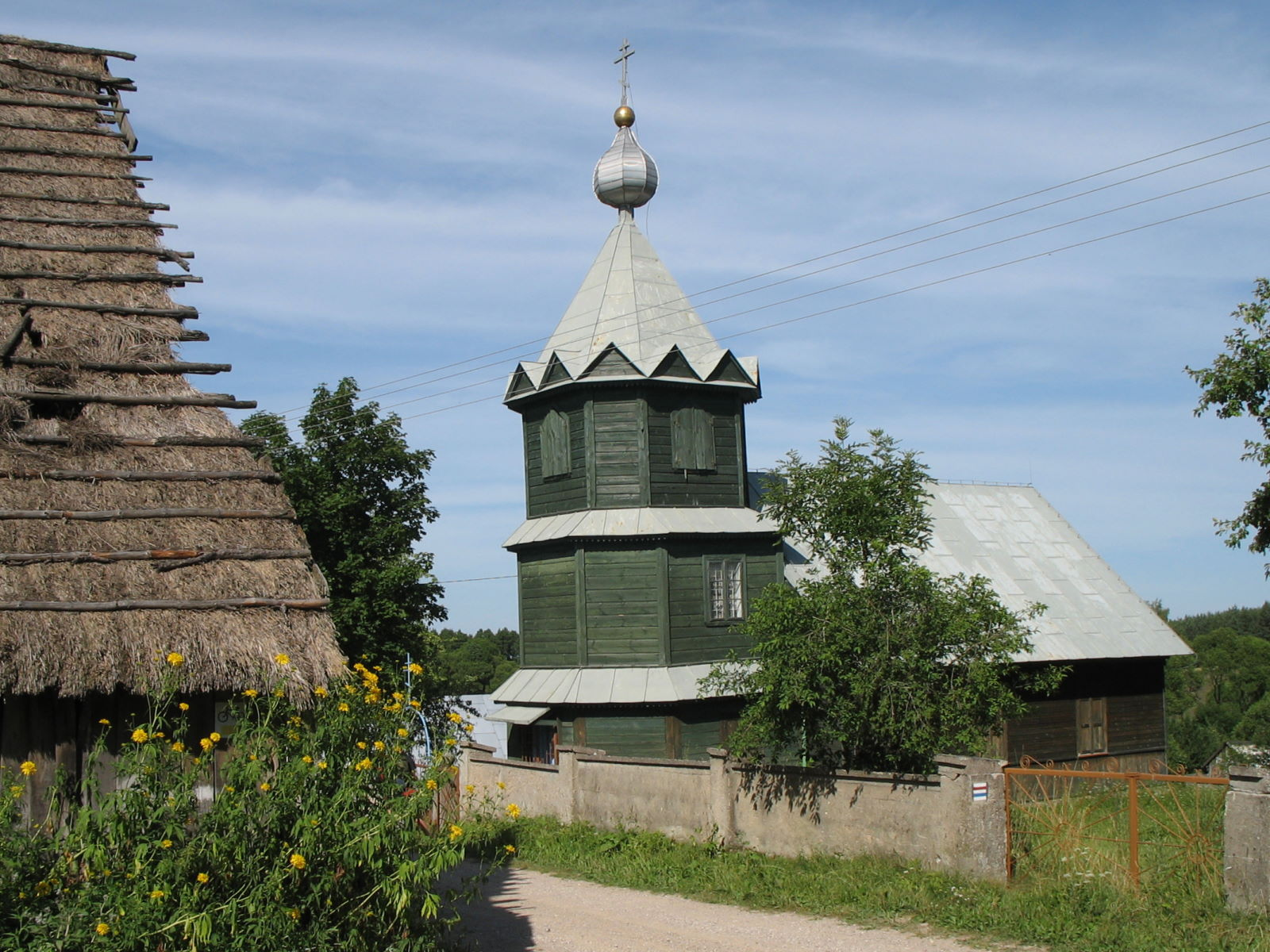
Molenna staroobrzędowców w Wodziłkach

Zdecydowana większość przedstawicieli mniejszości rosyjskiej należy do Polskiego Autokefalicznego Kościoła Prawosławnego. Staroobrzędowcy należą do Wschodniego Kościoła Staroobrzędowego oraz Staroprawosławnej Cerkwi Staroobrzędowców. W Polsce czynne są cztery cerkwie (molenny) staroobrzędowe w Gabowych Grądach, Suwałkach, Wodziłkach i Wojnowie. Do 1982 roku istniała molenna w Pogorzelcu, którą wbrew staroobrzędowcom miejscowe władze sprzedały jako materiał budowlany dla parafii rzymskokatolickiej Nawiedzenia Najświętszej Maryi Panny w Sejnach. Obie części społeczności rosyjskiej, pomimo wspólnego pochodzenia narodowego i wspólnej przynależności do kościoła wschodniego, są sobie wzajemnie obce, a niegdyś były sobie wręcz wrogie.
W Polsce działa również 19 zborów i 13 grup języka rosyjskiego Świadków Jehowy.

## Stowarzyszenia
Ludność staroobrzędową reprezentuje Naczelna Rada Staroobrzędowców powoływana przez Ogólnopolski Zjazd Staroobrzędowców. Radę zarejestrowano w 1993 roku. Powołano ją, jako obronę środowiska staroobrzędowego, po zniszczeniu cerkwi w Pogorzelcu.
Pozostałych Rosjan reprezentowało aż do lat 70. Rosyjskie Towarzystwo Kulturalno-Oświatowe z siedzibą w Łodzi. W 1991 powstał w Białymstoku Międzynarodowy Ruski Klub, przekształcony później w Rosyjskie Stowarzyszenie Kulturalno-Oświatowe, organizujące m.in. Dni Kultury Rosyjskiej.
Od roku 2004 w Warszawie działa największe stowarzyszenie mniejszości rosyjskiej „Russkij dom”, które wydaje własne pismo, organizuje międzynarodowe konferencje naukowe „Rosjanie w Polsce na przestrzeni wieków”, ma na swoim koncie liczne wydawnictwa w postaci książek, broszur, CD na temat obecności Rosjan w Polsce, stworzyło bibliotekę online publikacji na temat mniejszości rosyjskiej w Polsce https://rosjaniewpolsce.com/

## Wydawnictwa
Do lat 70. ukazywał się w Łodzi „Russkij Gołos”. Działalność wydawnicza została wstrzymana po administracyjnym rozwiązaniu Rosyjskiego Towarzystwa Kulturalno-Oświatowego w 1975 roku.
W roku 1991 w Warszawie, jako pierwsze wydanie rosyjskojęzyczne w postradzieckiej Europie zaczęto wydawać „Rosyjski Kurier Warszawski”. Gazeta jest ogólnopolskim miesięcznikiem.
Od roku 2003 ukazuje się ogólnopolskie czasopismo „Европа.RU” w języku rosyjskim z dodatkiem „Zdrawstwujte!/Здравствуйте!”, który jest organem mniejszości rosyjskiej w Polsce.

## Mniejszość rosyjska w polskich mediach
TVP3 Białystok nadawał raz w miesiącu program w języku rosyjskim z polską listą dialogową, o tematyce związanej z mniejszością rosyjską zamieszkującą województwo podlaskie pt. Wiadomości rosyjskie (dawniej Rosyjski głos, a poprzednio również w programie wszystkich mniejszości narodowych i etnicznych w województwie podlaskim pt. Sami o sobie). Program został zdjęty z powodu oszczędności w trakcie pandemii COVID-19.

## Obywatele rosyjscy w Polsce
Według danych Urzędu do Spraw Cudzoziemców w 2022 r. 15 307 obywateli Rosji (8 045 kobiet i 7 262 mężczyzn) posiadało ważny dokument uprawniający do legalnego pobytu w Polsce. Najwięcej (5026) takich dokumentów wydano w województwie mazowieckim (2715 kobiet i 2311 mężczyzn), najmniej (76) w województwie opolskim (42 kobiety i 34 mężczyzn).
| Rok                                 | Liczba |
| ----------------------------------- | ------ |
| 2010                                | 8 517  |
| 2011                                | b/d    |
| 2012                                | b/d    |
| 2013                                | 7 842  |
| 2014                                | b/d    |
| 2015                                | 7 441  |
| 2016                                | 8 249  |
| 2017                                | 9 053  |
| 2018                                | 9 978  |
| 2019                                | 11 365 |
| 2020                                | 12 490 |
| 2021                                | 12 494 |
| 2022                                | 15 307 |
| Źródło: Urząd do spraw cudzoziemców |        |

Rosjanie, którzy mają polskie obywatelstwo: 
- Zofia Licharewa – geolog, pedagog
- Vladimir Yaroshenko – tancerz baletowy
- Jekaterina Kurakowa – łyżwiarka figurowa
- Gleb Czugunow – żużlowiec
- Wadim Tarasienko – żużlowiec
- Artiom Łaguta – żużlowiec
- Emil Sajfutdinow – żużlowiec
- Waleria Olianowska – tenisistka
- Alina Kaszlinska – szachistka
- Jerzy Bułanow – piłkarz
- Wiaczesław Tarasow – siatkarz
- Jurij Szatałow – piłkarz, trener
- Nikołaj Tanasiejczuk – koszykarz
- Iwan Wyrypajew – reżyser
- Mamed Chalidow – zawodnik mieszanych sztuk walki
- Asłambiek Saidow – zawodnik mieszanych sztuk walki
- Magomedmurad Gadżijew – zapaśnik